# Ihor Sylantjew
Ihor Ihorowytsch Sylantjew (ukrainisch Ігор Ігорович Силантьєв; * 3. Januar 1991 in Odessa) ist ein ukrainischer Fußballspieler.
Der Mittelfeldspieler begann seine Karriere bei Tschornomorez Odessa, für den er in der Saison 2008/09 in der Premjer-Liha debütierte. Im April 2012 wurde er nach einem positiven Dopingtest für vier Monate gesperrt. 2012/13 wurde Odessa Sechster der Meisterschaft und erreichte das Finale des ukrainischen Pokals. In der gesamten Saison war Sylantjew aber nur ein einziges Mal eingesetzt worden, sodass er im Sommer zum Zweitligisten Sirka Kirowohrad wechselte.
Sylantjew durchlief die Jugend- und Junioren-Nationalmannschaften der Ukraine. Mit der U21-Nationalmannschaft erreichte er beim GUS-Pokal 2012 den dritten Platz.